# 성리대전서절요 (2004)
성리대전서절요(性理大全書節要)는 충청북도 청주시, 청주고인쇄박물관에 있는 조선시대의 목활자본 책이다. 2003년 8월 14일 충청북도의 유형문화재 제226호로 지정되었다가, 2004년 5월 7일 대한민국의 보물 제1157-2호로 승격, 지정되었다.

## 충청북도 유형문화재 지정사유
전라남도 나주에서 임진왜란 이전과 이후에 각각 목활자를 만들어 사용하였고, 특히 임진왜란 이전에는 조선시대 인쇄가 중앙정부 위주로 간행되었는데 지방에서 목활자를 만들어 찍은 것은 매우 희귀하여 서지학적으로 중요한 자료이다.

## 보물 승격사유
1538년(中宗 33) 경에 간행된 이 책은 보존상태가 양호하며 형태서지적으로 오늘날 남아 있는 몇 안되는 임진란 이전의 목활자본(木活字本)의 하나이며 지방(羅州)에서 간행되었다는 점에 그 의의가 크다.
70권 분량의 갖가지 수많은 항목으로 구성된 거질 (巨帙)의 성리대전(性理大全)을 4권으로 발췌한 완질(完帙)로서 16세기 당시 성리학 수용에 대한 일반적인 관심의 향방을 알려주는 단서가 되는 사상사적 의의 또한 크며 임진왜란으로 대부분 소실된 지방관서의 목활자본 자료가 온전히 전하고 있다는 점에서 매우 소중한 자료이다.

## 같이 보기
- 성리대전서절요 - 국립중앙박물관 소장

## 참고 자료
- 성리대전서절요 - 국가유산청 국가유산포털